# Шевченко, Лидия Ивановна
Лидия Ивановна Шевченко (укр. Лідія Іванівна Шевченко; 1936 год, село Константиновка, Краснокутский район, Харьковская область, Украинская ССР) — доярка совхоза «Кутузовка» Харьковского района Харьковской области, Украинская ССР. Герой Социалистического Труда (1966). Депутат Верховного Совета СССР 7 — 8 созывов.

## Биография
Родилась в 1936 году в крестьянской семье в селе Константиновка, Харьковская область. Во время оккупации германскими войсками Харьковской области пятилетним ребёнком была вывезена вместе с матерью в Германию. После окончания войны возвратилась на родину. В 1954 году окончила среднюю школу и в 1955 году — летнюю школу животноводства в Лозовском районе Харьковской области.
С 1955 по 1959 года — бригадир по уходу за крупным рогатым скотом, доярка и свинарка совхоза «Красная волна» Великобурлукского района. В 1959—1960-х годах — доярка совхоза «Красная Армия» Харьковской области. В 1960—1961-х годах — заведующая молокоприёмного пункта совхоза имени XII партсъезда Харьковского района. С 1961 года — доярка совхоза «Кутузовка» Харьковского района.
В 1965 году получила от каждой фуражной коровы в среднем по 5250 килограмм молока. По итогам своей работы за годы Семилетки (1959—1965) заняла первое место среди животноводов Харьковской области. Указом Президиума Верховного Совета СССР от 22 марта 1966 года «за достигнутые успехи в развитии животноводства, увеличении производства и заготовок мяса, молока, яиц, шерсти и другой продукции» удостоен звания Героя Социалистического Труда с вручением ордена Ленина и золотой медали «Серп и Молот».
В 1966 году вступила в КПСС. Избиралась депутатом Верховного Совета СССР 7 — 8 созывов (1966—1970; 1970—1974), делегатом XXIII съезда КПСС.
За высокие результаты по надою молока в годы Восьмой пятилетки (1966—1970) была награждена в 1971 году Орденом Октябрьской Революции.
Награды
- Герой Социалистического Труда
- Орден Ленина
- Орден Октябрьской Революции (08.04.1971)